# Kutby
Kutby eller Kutuby är en av de sex kungsgårdar som nämns i Hälsingelagen från 1320-talet. Kungsgårdarna räknas där upp i ordning från söder mot norr, med Kutby som den sista och nordligaste. Platsen figurerar också i ett dokument utfärdat i Nora socken 1314, där det framgår att Kuta var platsen för det ångermanländska landstinget. Ett tredje samtida dokument där platsen nämns är ett köpebrev från 1375, då stormannen Spjälbod Fartegnsson köpte en egendom i Bygdeå socken. Detta köpebrev är undertecknat i Kutuby.
Inget av de samtida dokumenten preciserar var Kutby var beläget. Redan Johan Nordlander associerade det dock med Kungsgården i Bjärtrå socken. Folktraditionen har också talat om ett Bjärtrå fäste på en utpekad plats i byn. Utgrävningar som genomfördes inom ramen för det så kallade Styresholmsprojektet 1990–1997 kunde bekräfta att Bjärtrå fäste var en medeltida borg, bestående av en åtminstone delvis konstgjord höjd i en myr eller en sjö. Kring befästningen fanns ett dike, som kanske fungerat som vallgrav, och som förstärkts med en pålkonstruktion. Dateringar med C14-metoden tyder på att borgen byggts i två faser, en under 1300-talet och en under 1400-talet. Bland de lösfynd som gjordes under utgrävningarna kan nämnas 14 armborstpilar, en hästsko, tre nycklar till bultlås samt en karvstock, som kan ha använts för avräkning vid skinnhandel eller skatteuppbörd. Dessa fynd anses bekräfta att Kutby låg i Kungsgården i Bjärtrå.
Ångermanland förvaltades från Kungsgården fram till grundläggningen av Härnösand 1585. 

## Källa
- Grundberg, Leif (2005). ”Kungens gård i Bjärtrå”. i Boström Gunnel, Grundberg Leif, Puktörne Tommy. Stora Ådalen: kulturmiljön och dess glömda förflutna: Styresholmsprojektet – en monografi. Arkiv för norrländsk hembygdsforskning, 0348-9620 ; 27. Härnösand: Länsmuseet Västernorrland. sid. 424–523. Libris 9976311. ISBN 91-85222-05-4 (inb.)